# Iacobești (Fehér megye)
Iacobești falu Romániában, Erdélyben, Fehér megyében.

## Fekvése
Verespatak közelében fekvő település.

## Története
Iacobeşti korábban Verespatak része volt, 1956 körül vált külön, ekkor 91 lakosa volt.
1966-ban 85, 1977-ben 81, 1992-ben 54, 2002-ben pedig 56 román lakosa volt.